# Juan Manuel Tartilán
Juan Manuel Tartilán Requejo (Lugo, España, 15 de marzo de 1938) es un exfutbolista español que se desempeñaba como defensa.

## Clubes
| Club                | País   | Año       |
| ------------------- | ------ | --------- |
| R. C. Celta de Vigo | España | 1958-1959 |
| Sevilla F. C.       | España | 1960-1963 |
| R. C. D .Español    | España | 1964-1971 |